# Birchova redukce
Birchova redukce je organická reakce využívaná v organické syntéze. Popsal ji roku 1944 australský chemik Arthur Birch při práci v laboratoři Dysona Perrinse na Oxfordské univerzitě v návaznosti na dřívější práce Woostera a Godfreye zveřejněné roku 1937.
Tato reakce slouží k přeměně aromatických sloučenin na výsledné produkty (cyklohexa-1,4-dieny) s vodíkovými atomy připojenými na protější strany molekuly. Probíhá v kapalném amoniaku za přítomnosti sodíku, lithia nebo draslíku a alkoholu, například ethanolu nebo terc-butanolu. Je odlišná od katalytické hydrogenace, při níž vzniká cyklohexan.
V původní reakci popsané Arthurem Birchem byly použity sodík a ethanol. Alfred Wilds později zjistil, že při použití lithia se dojde k lepší výtěžnosti. Rovněž se začal běžně používat terc-butanol.
Dalším příkladem je redukce naftalenu:
Bylo publikováno několik prací o této reakci.

## Základní reakční mechanismus
Roztok sodíku v kapalném amoniaku obsahuje elektridovou sůl [Na(NH3)x]+ e−, která má intenzivní modré zbarvení. K aromatickému kruhu jsou připojeny solvatované elektrony, které vytvářejí radikálový anion. Přidaný alkohol dodává radikálovému aniontu a také předposlednímu karbaniontu proton; pro většinu substrátů není amoniak dostatečně kyselý.

## Regioselektivita reakce
Regioselektivita Birchovy redukce může být ovlivněna řadou způsobů (zmíněných níže). Birchovo pravidlo pro aromatické sloučeniny s donory elektronů jako jsou methoxylové či alkylové skupiny říká, že produkt bude mít dvojné vazby umístěné takovým způsobem, že na ně bude navázán maximální možný počet substituentů. U aromatických sloučenin se skupinami snižujícími elektronovou hustotu, jako je karboxyl, vzniknou dvojné vazby naopak tak, aby nenesly žádné substituenty. V obou případech nejsou tyto zbylé dvojné vazby konjugované.
Regioselektivitu Birchovy redukce lze ovlivnit zejména těmito způsoby:
- V kapalném amoniaku se alkalické kovy rozpouštějí za vzniku modrého roztoku, o němž se zjednodušeně předpokládá, že má „volné elektrony“. Tyto elektrony jsou aromatickým kruhem postupně absorbovány. Jakmile je absorbován první elektron, vzniká radikálový anion. Následně molekula alkoholu uvolní hydroxylový vodík a vytvoří se nová vazba uhlík-vodík, čímž vznikne radikál. Následně je absorbován druhý elektron za tvorby karbaniontu cyklohexadienylového typu (tedy C=C-C-C=C v šestičlenném cyklu se záporným nábojem). Následně je tento cyklohexadienylový anion protonován za přítomnosti alkoholu. K protonaci dochází ve středu cyklohexadienylového systému. Takováto regioselektivita je charakteristická.

- Na strukturu produktu má vliv místo, kde byl radikálový anion protonován. Při použití elektronových donorů jako jsou methoxyskupina (MeO) a alkylové skupiny, dojde podle některých výzkumníků k orto (tedy 1,2) protonaci. Podle jiných (i samotného Arthura Birche) proběhne meta (1,3) protonace.

U substituentů „odtahujících“ elektrony se předpokládá para (1,4) protonace. Podle Birchových empirických pravidel by se v případě elektronových donorů měl vytvořit produkt s nejvyšším možným počtem substituentů na místech, kde vzniknou výsledné dvojné vazby. Substituenty „odtahující“ elektrony by se měly připojit na uhlíkové atomy, ze kterých nevycházejí dvojné vazby.
- Součástí reakčního mechanismu jsou různé detaily molekulárních změn. U donorových skupin předpokládal Birch, že upřednostňování polohy meta je způsobeno kvalitativními důvody, což však nebylo experimentálně ověřeno.

- V roce 1961 bylo jednoduchým výpočtem elektronové hustoty zjištěno, že největší záporný náboj, a tedy i pravděpodobnost protonace, je v pozici ortho. Další protonace by měla probíhat ve středu cyklohexadienylového aniontu, za vzniku nekonjugovaného produktu.

## Mechanismus
Mechanismus Birchovy redukce byl předmětem mnoha diskusí. Původně se předpokládalo, že u methoxy- a alkylových skupin dochází k protonaci radikálového aniontu. Později bylo navrhnuto, že poslední krok, protonace cyklohexadienylového aniontu, probíhá v ortho-pozici vzhledem k substituentům. Původní Birchův mechanismus byl založen na kvalitativním uvažování o elektronové hustotě radikálového aniontu.
V roce 1961 bylo Hückelovou metodou spočítáno, že Birchem navržený mechanismus nebyl správný. Ze dvou možných mechanismů, zobrazených níže, je správný mechanismus O.

## Birchova redukce se substituenty „odtahujícími“ elektrony
Na rozdíl od variant se substituenty dodávajícími elektrony jsou varianty Birchovy redukce se substituenty „odtahujícími“ elektrony přehlednější. Dianion D je zachycován alkylhalogenidy.
Níže je zobrazen mechanismus redukce kyseliny benzoové se zahrnutím případné alkylace:
Tento dianion vzniká nezávisle na tom, zda je při redukci použit alkohol. Počáteční protonace t-butanolem probíhá většinou do polohy para.

## Birchova alkylace
Za přítomnosti alkylhalogenidu může u karbaniontu také dojít k nukleofilní substituci za tvorby vazby uhlík-uhlík. U substituovaných aromatických sloučenin se substituenty „odtahujícími“ elektrony, jako jsou karboxylové kyseliny, dochází ke stabilizaci a vzniku nejméně substituovaného alkenu. U skupin poskytujících elektrony dochází k opačnému procesu. Mezi produkty převládá méně termodynamicky stabilní nekonjugovaný 1,4-adukt nad stabilnějším 1,3-dienem, protože největší orbitalový koeficient nejvyššího obsazeného MO konjugovaného pentadienylového aniontového meziproduktu je na centrálním atomu uhlíku. Jakmile vznikne, tak se cyklohexa-1,4-dien nemůže dostat do rovnováhy s termodynamicky stabilnějším produktem; vzniká tak pozorovaný kinetický produkt.
U Birchovy alkylace je anion vzniklý při Birchově redukci zachycen vhodným elektrofilem, například halogenalkanem:
Při níže zobrazené reakci dochází k připojení 1,4-dibrombutanu na t-butylbenzoát za vzniku alkylovaného cyklohexa-1,4-dienu jako produktu:

## Modifikace
Jelikož je amoniak kondenzován do baňky a po dokončení reakce se odpařuje, tak může být celý proces problematický a časově náročný. Lze ovšem použít i jiná rozpouštědla, jako například tetrahydrofuran (THF) nebo směs n-propylaminu s ethylendiaminem, v obou případech s podobnými výsledky. Druhý z těchto postupů je ve skutečnosti modifikací Benkeserovy reakce, kterou se v její původní podobě redukuje naftalen na oktahydro- a dekahydronaftalen.
Při takovéto redukce naftalenu na isotetralin (1,4,5,8-tetrahydronaftalen) vzniká rovněž tetralin (1,2,3,4-tetrahydronaftalen) jako vedlejší produkt, podobně jako u pravé Birchovy redukce.